# Pak Hon-yong
Pak Hon-yong   (comtat de Yesan, 28 de maig de 1900 - Pyongyang, 18 de desembre de 1955) va ser un activista per la independència, polític, filòsof i activista comunista coreà. Va ser un dels principals líders del moviment comunista coreà durant el domini colonial japonès (1910–45). Els seus sobrenoms eren Ijong (이정) i Ichun (이춘), mentre que el seu tracte de cortesia era Togyong (덕영).
Durant l'ocupació japonesa de Corea, Pak va intentar organitzar un Partit Comunista Coreà; quan les autoritats japoneses van il·legalitzar el partit, va passar a la clandestinitat. Després de l'alliberament de Corea, l'agost de 1945, va organitzar el Partit Comunista de Corea al sud del país, però per culpa de la pressió soferta per part de les autoritats estatunidenques, es va veure obligat a desplaçar-se al nord de Corea l'abril de 1948. Va reunir-se amb Kim Gu i Kim Kyu-sik per tractar la reunificació de Corea. Va participar, col·laborant amb Kim Il-sung, en la Guerra de Corea. El 1955 va ser executat per part de les forces de seguretat de Kim Il-sung acusat de ser un espia dels Estats Units.

## Biografia
Pak va néixer en una família yangban del llinatge dels Yeonghae Park a Sinyang-myeon, al comtat de Yesan County, a Chungcheongnam-do. No obstant, era el fill il·legítim d'una concubina. El 1919 es va graduar a l'institut Kyŏngsŏng, actualment Institut de Kyunggi. El març de 1919 es va veure involucrat en el Moviment Primer de Març i, posteriorment, en altres moviments independentistes.
El 1921 es va unir a la branca de Xanghai del Partit Comunista de Corea, facció Irkutsk. En aquell moment era secretari de la Lliga Juvenil Comunista de Corea. El gener de l'any següent, va participar en el Comintern del Consell Representatiu Popular de l'Orient Llunyà, celebrat a Moscou i, l'abril següent, Pak seria arrestat a Corea i acusat d'organitzar el Partit Comunista. El 1924 va ser alliberat i va decidir dedicar-se al periodisme, col·laborant amb els diaris Dong-a Ilbo i Chosun Ilbo.
El 18 d'abril de 1925, Pak Hon-yong es va convertir en un dels membres fundadors del Partit Comunista de Corea. Des d'aquest moment i fins a la fi de la Segona Guerra Mundial, les seves activitats van passar a ser clandestines. El 1926, no obstant, va haver de presentar-se a un judici. Durant el mateix, el dirigent comunista va fingir sobre la seva salut mental i va menjar excrements, amb el resultat que va ser absolt el novembre d'aquell mateix any. Després d'aquest episodi, va ser confinat a la seva casa, a conseqüència de la seva suposada malaltia mental, però el desembre es va escapar cap a Manxúria per arribar a la Unió Soviètica. Va ser aleshores que els japonesos van adonar-se que fingia la seva bogeria. A la URSS va ser educat en el comunisme, tornant a casa el 1940. De nou a Corea, va participar activament en la resistència contra el domini japonès.
A finals d'agost de 1945, acabada la guerra, el Partit Comunista de Corea es va restablir, havent estat oficialment desmantellat el 1928, i Pak en va ser el seu secretari. El 5 de gener de 1946, com el seu representant, Pak va anunciar en una conferència de premsa a nivell domèstic i exterior, que donava suport a la conferència de Moscou sobre els grans poders (Regne Unit, Estats Units i URSS), i que Corea, en aquell moment, es trobava en un procés de "revolució democràtica". El desembre de 1946 va organitzar el Partit Obrer de Corea del Sud, convertint-se en el seu primer secretari.
L'abril de 1948 va visitar Corea del Nord per negociar, juntament amb Kim Gu i Kim Kyu-sik, sobre una possible reunificació de Corea. El maig següent, no obstant, aquestes negociacions es van acabar, i Pak es va quedar al nord. Al setembre, tot i mantenir el seu càrrec de secretari del Partit del Treball de Corea del Sud, va esdevenir viceprimer ministre i ministre d'Afers Exteriors de Corea del Nord.
Pak Hon-yong es va convertir en secretari del Partit del Treball de Corea quan els partits del nord i del sud es van unificar l'abril de 1950. Pak va ser el vicesecretari del Politburó del RPDC entre el 1949 i el 1953. Va ser ministre d'Afers Exteriors de la RPDC fins que va ser destituït i arrestat el 1953.

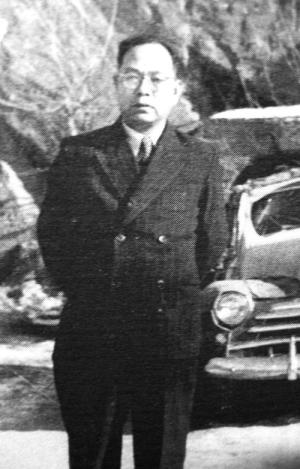
Pak Hon-yong, 1952.

Pak Hon-yong va ser arrestat el 3 d'agost de 1953 en una purga contra antics membres del Partit del Treball de Corea del Sud orquestrada per Kim Il-sung.
El 15 de desembre de 1955 va ser sentenciat a mort per espionatge. La data exacte de la mort de Pak és incerta, tot i que algunes fonts suggereixen que va ser executat el mateix mes.

## Obres
- La societat moderna i el nostre deure
- Visions històriques de l'interior cristià